# 24 Pułk Artylerii Pancernej
24 Drezdeński Pułk Artylerii Pancernej (24 papanc) – oddział artylerii samobieżnej ludowego Wojska Polskiego.

## Formowanie i zmiany organizacyjne
4 lipca 1944 roku, we wsi Polewichoje pod Berdyczowem, sformowany został 24 pułk artylerii samobieżnej. Jednostka zorganizowana została według sowieckiego etatu Nr 010/462, w składzie 1 Drezdeńskiego Korpusu Pancernego. Zaprzysiężenia dokonano w Nowinach pod Chełmem 26 października 1944.
2 lipca 1946 roku oddział otrzymał nazwę wyróżniającą „Drezdeński”. W tym samym dniu został odznaczony Orderem Krzyża VM V kl. 19 lutego 1947 roku przeformowany został w 24 Drezdeński pułk artylerii pancernej. Po wojnie skoszarowany w Opolu przy ulicy Niemodlińskiej.
Rozkaz Dowódcy Wojsk Lądowych nr 0013/Panc z 22 kwietnia 1949 nakazywał dowódcy OW-IV w terminie do 1 lipca 1949 rozformować 24 pułk artylerii pancernej. Zgodnie z rozkazem pułk miał przekazać 21 dział SU-85 wraz załogami do 8 pułku czołgów, a dwa działa SU-85 do filii Centralnej Składnicy Sprzętu Pancernego w Elblągu.

## Obsada personalna pułku
Obsada okresu wojny:
Dowódcy:

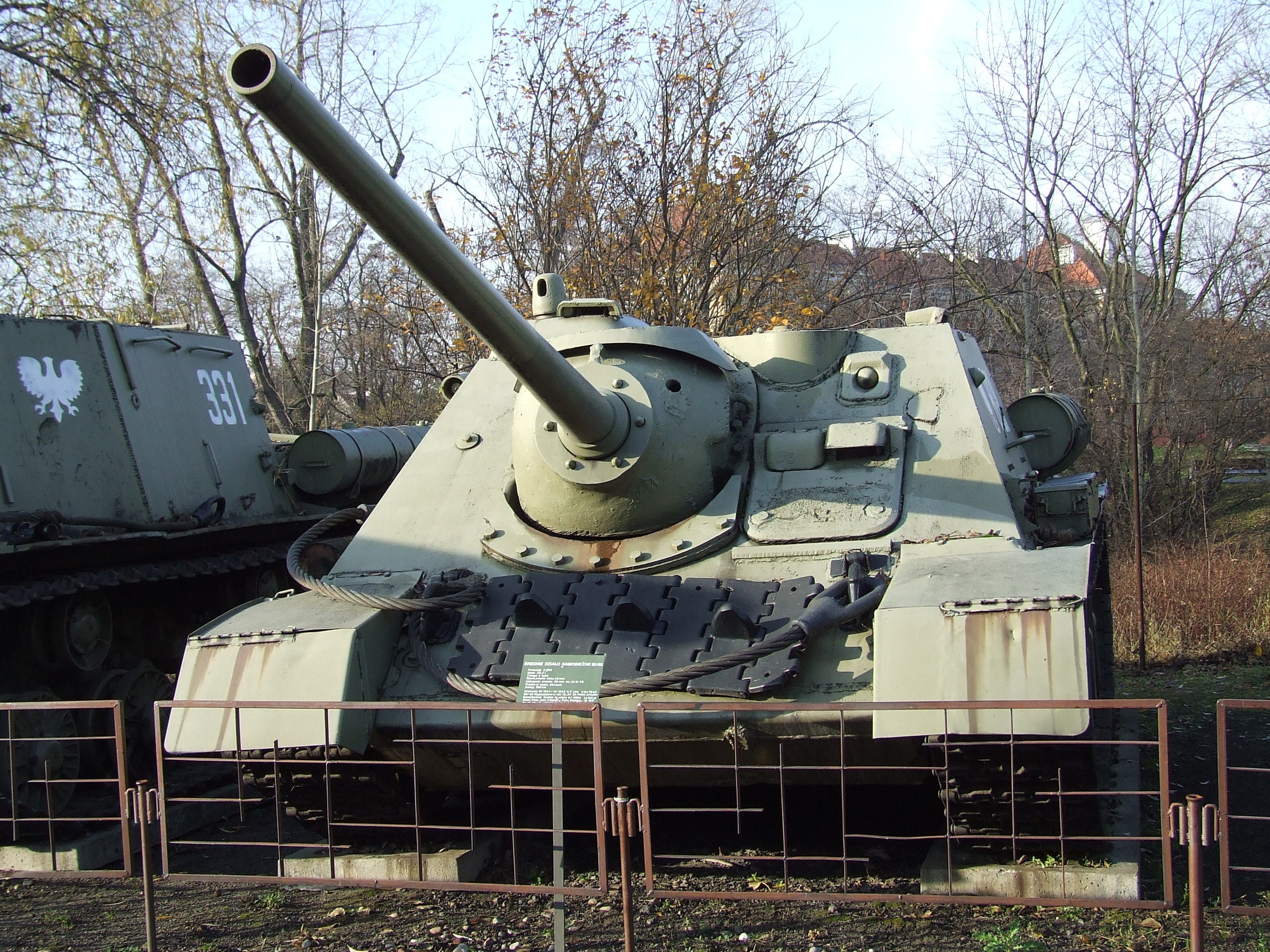
SU-85, jedno takie działo było na wyposażeniu dowództwa 24 pas

- mjr Pietrow (p.o. 25 VII – 12 VIII 1944)
- ppłk Paweł Szernucha (12 VIII – 12 X 1944)
- płk Wiktor Maksimowicz Artemienko[9] (23 X 1944 – † 17 IV 1945)
- mjr Grzegorz Kudinow (p.o. 17 – 30 IV 1945)
- płk Teodor Kolesnik (od 30 IV 1944)
- ppłk Obodziński[10]

Zastępcy dowódcy do spraw politycznych:
- por. Leonid Golenko (od 14 VIII 1944)

Szefowie sztabu:
- mjr Wasyl Słoniecki (12 VIII – 4 XII 1944)
- kpt. Paweł Tkacz (15 XII 1944 – 14 III 1945)
- mjr Grzegorz Kudinow (od 14 III 1945)

Oficerowie:
- ppor. Aleksander Pakentreger

## Struktura organizacyjna pułku
- dowództwo (jedno działo SU-85);
- sztab z plutonem dowodzenia (1 samochód pancerny BA-64) i plutonem saperów;
- kwatermistrzostwo z plutonem transportowym, plutonem zaopatrzenia, plutonem remontowym, plutonem sanitarnym i drużyną gospodarczą;

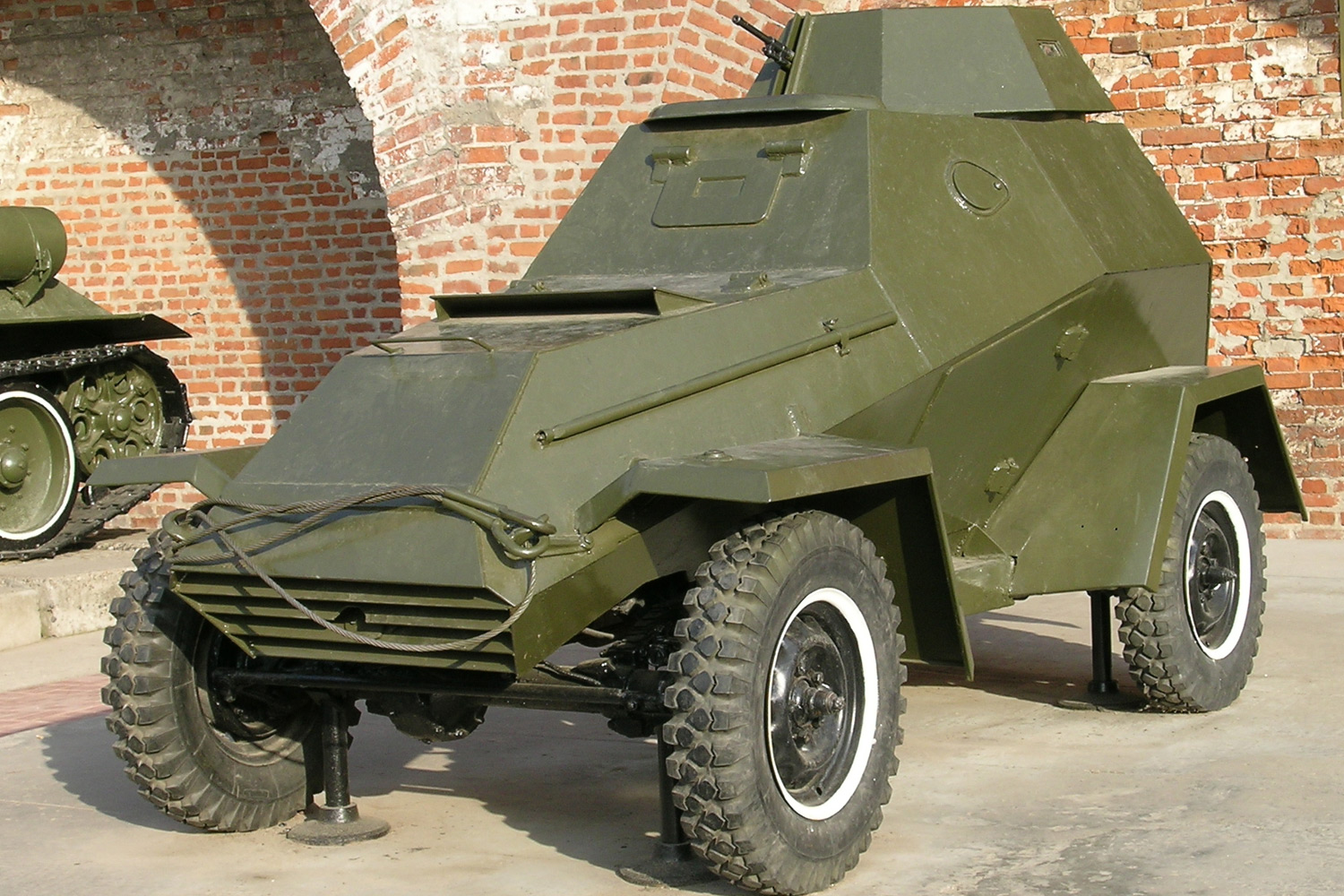
BA-64 – samochód pancerny

- 4 baterie dział pancernych

Etatowo pułk posiadał:
- 62 oficerów
- 101 podoficerów
- 155 szeregowych

Na wyposażeniu:
- 21 dział pancernych SU-85;
- 1 samochód pancerny BA-64;
- 105 karabinków;
- 91 pistoletów maszynowych;
- 2 motocykle;
- 43 różnych samochodów;
- 2 ciągniki ewakuacyjne;
- 2 radiostacje.

## Marsze i działania bojowe
Z rejonu Chełma pułk przesunięto na początku lutego 1945 roku do Guzowa pod Żyrardowem, a na początku marca do Myśliborza. 20 marca przeszedł do rejonu Oleśnicy i 6 kwietnia zajął linię obrony przechodzącą przez Miodary, a 10 kwietnia przesunięto go do Dobrej pod Bolesławcem.
W związku z operacją berlińską 15 kwietnia pułk zgrupował się nad Nysą Łużycką w Jagodzinie, 6 km na wschód od Rothenburga. W dniu tym pułk miał wspierać w operacji 4 Brygadę Pancerną, sforsować Nysę i nacierać w kierunku Diehsa, Budziszyn. 16 kwietnia, współdziałając z 4 BPanc sforsował Nysę i osiągnął Uhsmannsdorf. Następnego dnia podczas forsowania rzeki Weisser Schöps poległ dowódca płk Wiktor Artomienko. 18 kwietnia pułk przemaszerował przez Niesky, Trebus do rejonu Stockteich. Na rozkaz dowódcy 1 Korpusu Pancernego 19 kwietnia przeszedł na stanowiska ogniowe do rejonu Diehsa, Ödernitz, a 20 kwietnia w okolice Ullersdorf, Niesky, po czym odrywając się od nieprzyjaciela wykonał marsz na kierunku Niesky, Diehsa, Gebelzig i 21 kwietnia zgrupował się w Grossdubrau. Po przejściu Welka, Göda, Bischofswerda osiągnął Radeberg, a następnie na rozkaz dowódcy 1 KPanc przerwał pościg za nieprzyjacielem i zawrócił do rejonu wyjściowego i 23 kwietnia dotarł do Kleinwelka. Następnie wszedł w skład odwodu dowódcy 1 KPanc zajmując stanowiska ogniowe w rejonie Neu Teichnitz z zadaniem prowadzenia ognia zaporowego w kierunku: Budziszyn, Klein, Neu Mahlswitz. Po długotrwałych i zaciekłych walkach w tym rejonie pułk odszedł do Quoos. 26 kwietnia został podporządkowany 8 Dywizji Piechoty otrzymując zadanie wzmocnienia doraźnie zorganizowanej obrony na rubieży Crostwitz, Grosswelka, a następnie zajął stanowiska ogniowe w rejonach: Neudorf, Holsha, Holschdubrau pozostając tam do 7 maja. Ze wspomnianych stanowisk pułk wspierał również jednostki 5 Dywizji Piechoty.
W związku z operacją praską pułk wraz z 4 BPanc zgrupował się w rejonie Ralbitz w gotowości do natarcia w kierunku Bischofswerda, Neustad, a 8 maja osłaniał skrzydło 2 Armii WP i 1 KPanc z kierunku Budziszyna. 9 maja kontynuował natarcie w kierunku Bad Schandau, Českǎ Kamenice, Žandov, a 10 maja zgrupował się w Mělniku. Po zakończeniu działań przebywał w rejonie Pietrowic. Zgodnie z rozkazem z 18 maja pułk wrócił do kraju i rozlokował się w majątku Marchwacz pod Kaliszem.

## Sztandar pułku
Sztandar, ufundowany przez społeczeństwo Chełma, wręczono pułkowi 9 lutego 1945 roku. Z rąk prezydenta Chełma sztandar odebrał dowódca pułku, płk Wiktor Artiemienko, przekazując go sztandarowemu – st. sierż. Józefowi Nowakowi.
Opis sztandaru:
Płat o wymiarach 92 × 95 cm, obszyty z trzech stron frędzlą żółtą, przymocowany do drzewca za pomocą pięciu pasków skórzanych zapinanych na klamerki i trzech pętli z żółtego jedwabnego sznura. Drzewce z jasnego, politurowanego drewna łączone z dwóch części za pomocą mosiężnych okuć. Głowica w kształcie płaskiego, srebrzonego orła wspartego na cokole skrzynkowym, na którym wyryto: "24 P.A.S.". Przy drzewcu żółty sznur jedwabny zakończony dwoma chwastami.
Strona główna:
Dwie strefy: górna-czarna, dolna-czerwona. Na strefach, pośrodku, napis haftowany żółtą nicią: "ZA WOLNOŚĆ NASZĄ I WASZĄ"; MIASTO CHEŁM 24 PUŁKOWI ARTYLERII SAMOCHODOWEJ. Po bokach czarnej strefy aplikowane i haftowane tarcze z orłem polskim typu orła 1 Dywizji Piechoty, oraz herb Chełma. U dołu strefy czerwonej aplikowany i haftowany wizerunek działa pancernego.
Strona odwrotna:
Czerwony krzyż kawalerski, pola między ramionami krzyża białe. Pośrodku haftowany żółtą nicią napis: "HONOR I OJCZYZNA" w otoku wieńca laurowego aplikowanego z żółtego jedwabiu i haftowanego żółto-beżową nicią. Na białych polach haftowane żółtą nicią cyfry "24" w otoku wieńców laurowych.

## Tradycje pułku
30 września 1967 tradycje 24 Drezdeńskiego pułku artylerii pancernej przyjął 24 Drezdeński pułk czołgów średnich ze Stargardu Szczecińskiego.
Z dniem 3 grudnia 2008 dywizjon artylerii samobieżnej 34 Brygady Kawalerii Pancernej przejął dziedzictwo tradycji 24 pułku artylerii samobieżnej z lat 1944–1947 i 24 Drezdeńskiego pułku artylerii pancernej z lat 1947-1949 oraz przyjął nazwę wyróżniającą „Drezdeński”.